# Isembert de Châtelaillon
Pour les articles homonymes, voir Isembert.

Drapeau de Châtelaillon.

Isembert de Châtelaillon, ou Isembard de Castrum Allionis, également orthographié Isambert, est le nom porté du IXe au XIIe siècle par plusieurs seigneurs de Châtelaillon, première capital de l'Aunis aujourd'hui en Charente-Maritime. La province prospéra avec les seigneurs Isembert mettant à profit sa production de vin et de sel. La lignée de Châtelaillon aurait été fondée par Alon. Elle était vassal des comtes de Poitou et ducs d'Aquitaine.
Au début du XIIe siècle, leur territoire couvrait la région comprise entre les fleuves côtiers, au nord, de la Sèvre qui se jetait dans l'antique golfe des Pictons et, au sud, de la Charente qui se jetait dans le golfe des Santons. L'Aunis médiévale était, ainsi, naturellement protégée par de vastes marécages, futurs marais poitevin au nord et marais de Rochefort au sud. À l'est, la sylve d'Argenson constituait une profonde forêt primaire, finalement défrichée à la fin du Moyen Âge. À l'ouest, la frontière maritime est assurée par l'archipel charentais environné de récifs. Dans celui-ci, le domaine des seigneurs de Châtelaillon comprenait l'île de Ré et l'île d'Aix mais pas l'île d'Oléron.
Isembert Ier, fils d'Eble Ier, favorise le développement de monastères ; ainsi fait-il construire en 814 celui de l'Île d'Aix, qui fut par la suite envahi par les Normands. Son fils Èble II est excommunié à deux reprises pour ses déprédations contre des monastères. Il avait occupé le prieuré de Saint-Georges-d'Oléron avec l'accord de Guillaume IX d'Aquitaine. Le pape Urbain II menaça le suzerain en 1096 de spoliation s'il n'obligeait pas son vassal, Eble, à restituer l'île au monastère de la Trinité de Vendôme.
En 1130, Isembert IV est vaincu par Guillaume X d'Aquitaine qui cherche à le contenir. Cet événement entraîna la destruction ultérieure du port de Châtelaillon et, indirectement, l'émergence de La Rochelle comme port de substitution sur le littoral du Pertuis d'Antioche.